# Gama Delphini
Gama Delphini je binární hvězdný systém nacházející se asi 101 světelných let od Země v souhvězdí Delfína. Jedná se o jednu z nejznámějších dvojhvězd na obloze. Primární hvězda je hvězdou hlavní posloupnosti spektrální třídy F, sekundární hvězda je oranžový podobr.

## Složky systému
Primární hvězda označovaná jako Gama 1 Delphini je žluto-bílou hvězdou hlavní posloupnosti spektrální třídy F7 s hvězdnou velikostí 5,14. Hvězda má asi sedmkrát větší svítivost než Slunce. Sekundární hvězda označovaná jako Gama 2 Delphini je oranžový podobr spektrální třídy K1, jehož hvězdná velikost je 4,27. Její svítivost je 20,6krát větší než svítivost Slunce. Přestože je sekundární hvězda hmotnější, svítivější a jasnější, není považovaná za hlavní složku systému.

## Planetární systém?
První náznaky přítomnosti planety kolem sekundární složky systému se objevily již roku 1999. Jednalo by se o planetu o hmotnosti nejméně 0,7 hmotnosti Jupiteru. Její oběžná doba by měla být asi 1,44 roku a vzdálenost od hvězdy 1,5 astronomické jednotky. Existence planety však do roku 2016 nebyla potvrzena, byly stanoveny pouze hmotnostní limity planety.